# Benedikt Böhm
Benedikt "Bene" Böhm (* 1977 en Múnich, Alemania) es un extremista de esquí de montaña. Con su compañero Sebastian Haag tiene récords de velocidad de esquí de montaña en el Muztagh Ata y en el Gasherbrum II.
Böhm creció con sus cinco hermanos en Múnich; uno es el artista Corbinian Böhm. Benedikt Böhm es miembro de la selección de esquí de montaña alemana y del Team Dynafit Gore-Tex. El trabaja como mánager de venta internacional en Dynafit.
- 2004 - quinto en el campeonato alemano de esquí de montaña
- 2005 - quinto en el campeonato alemano de esquí de montaña
- 23 de agosto de 2005 - récord de velocidad de escalada en alta altura con esquís downhill en el Muztagh Ata con Sebastian Haag bajo dirección de Matthias Robl
- 3 de agosto de 2006 - récord de velocidad de escalada en alta altura con esquís downhill en el Gasherbrum II con Sebastian Haag bajo dirección de Luis Stitzinger